# 丸の内二丁目ビル
丸の内二丁目ビル（まるのうちにちょうめビル）は、東京都千代田区丸の内二丁目に所在するオフィスビルである。旧名称は三菱重工ビルヂング。

## 歴史
かつてこの地にあった三菱仲14号館は、1962年9月に解体・建替えが決定したが、日本政府の建築抑制策により、新ビルの着工時期は未定になっていた。その後、建築抑制策が解除され、三菱本館の別館として1963年2月に建設に着手、1964年8月に地下4階、地上9階、延床面積23,128m2の規模で竣工した。
折しも、財閥解体で分割された旧三菱重工業の三菱日本重工業、新三菱重工業、三菱造船の3社の合併の話が進んでおり、1964年6月に合併が成立して三菱重工業となった。三菱日本重工業と三菱造船は東隣の三菱本館、新三菱重工業は北隣の新三菱重工業ビルに本社を置いており、新会社は本ビルを1棟全面使用することとなった。このため、建物名も「三菱重工ビルヂング」と命名された。
1971年9月より、隣接する三菱本館の建替えに併せて、新三菱重工業ビル跡地に三菱重工ビルヂングの増築工事が行われた。これにより延床面積は45,985m2となり、1期部分の約2倍の規模となった。三菱本館跡に新築された三菱ビルヂングとは、低層部で接続している。
1974年8月30日には、本ビル正面玄関付近のフラワーポットに仕掛けられた時限爆弾が爆発し、8名が死亡、385名が重軽傷を負うテロ事件が発生した。
2003年に三菱重工業は品川グランドコモンズ内の三菱重工ビルに移転し、その後本建物の名称は三菱重工ビルヂングから文部科学省ビルを経て、丸の内二丁目ビルに変更されている。ビル建替え中の仮移転先として、2004年から2008年にかけて文部科学省、その後、みずほフィナンシャルグループの本社を経て、2015年から2018年11月まで東京商工会議所が使用していた。現在は一般の貸しビルとして使用されている。